# Il Punto (rivista)

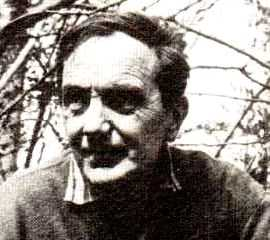
Juan Rodolfo Wilcock (1919-1978): uno dei collaboratori de Il Punto

Il Punto, sottotitolo Opinioni e documenti della settimana, è stato un settimanale d'informazione politico-culturale diretto da Vittorio Calef. Il primo numero uscì a Roma il 2 giugno 1956.
Poco dopo la nascita del periodico, nel successivo mese di ottobre, le vicende della rivolta ungherese suscitarono dibattiti e polemiche tra gli schieramenti politici e negli intellettuali italiani ed entrò in crisi il rapporto di stretta alleanza tra socialisti e comunisti italiani. Nella Democrazia Cristiana, inoltre, andava crescendo lo schieramento favorevole a cercare un dialogo con i partiti laici e le forze socialiste. In questo nuovo clima, la rivista seppe interpretare le aspettative di una parte dell'opinione pubblica, esprimendo posizioni di carattere riformistico: sostenne la riunificazione dei due partiti del socialismo italiano - il Partito Socialista e il Partito Socialista Democratico - e il mutamento della politica governativa con l'avvio della programmazione economica.
Negli anni successivi Il Punto, coerentemente con la sua impostazione politica progressista, si espresse a favore dei governi di centro-sinistra e seguì con attenzione l'evoluzione della politica internazionale: la cosiddetta politica del disgelo del leader sovietico Chruščёv e la distensione successiva all'elezione del pontefice Giovanni XXIII e del presidente statunitense Kennedy.
Tra i molti collaboratori della rivista si possono ricordare i nomi di Juan Rodolfo Wilcock, poeta, scrittore e critico letterario che si occupò delle avanguardie letterarie, Vito Pandolfi che curò la sezione dedicata al teatro, Giulio Cesare Castello che s'interessò di cinema, Pietro Citati della critica letteraria.
Il Punto cessò le pubblicazioni nel 1965, poco dopo la prematura scomparsa a quarantacinque anni del suo fondatore Calef.